# NGC 6933
NGC 6933 — двойная звезда в созвездии Дельфин.
Этот объект входит в число перечисленных в оригинальной редакции «Нового общего каталога».